# Liste der Naturdenkmale in Weidenbach (Eifel)
Die Liste der Naturdenkmale in Weidenbach nennt die im Gemeindegebiet von Weidenbach ausgewiesenen Naturdenkmale (Stand 4. Juni 2024).

## Ehemalige Naturdenkmale
| Nr. | Bezeichnung   | Lage                        | Beschreibung                                              | Bild                                    |
| --- | ------------- | --------------------------- | --------------------------------------------------------- | --------------------------------------- |
|     | Alte Hofeiche | Kupferberg, bei Nr. 12 Lage | Quercus sp., um 1700 gekeimt; Rechtsverordnung aufgehoben | Direkt Bild zu diesem Denkmal hochladen |